# Saint-Sauveur-en-Diois
Pour les articles homonymes, voir Saint-Sauveur.
Saint-Sauveur-en-Diois est une commune française située dans le département de la Drôme en région Auvergne-Rhône-Alpes.

## Géographie

### Localisation
Saint-Sauveur-en-Diois est situé à 6 km au sud-ouest de Saillans (ancien chef-lieu du canton), à 14 km à l'est de Crest et à 27 km au sud-ouest de Die.

### Relief et géologie
Sites particuliers
- Rocher de la Laveuse (1244 m)[1].

### Climat
Pour des articles plus généraux, voir Climat d'Auvergne-Rhône-Alpes et Climat de la Drôme.
En 2010, le climat de la commune est de type climat méditerranéen altéré, selon une étude du Centre national de la recherche scientifique s'appuyant sur une série de données couvrant la période 1971-2000. En 2020, Météo-France publie une typologie des climats de la France métropolitaine dans laquelle la commune est exposée à un climat de montagne ou de marges de montagne et est dans la région climatique  Alpes du sud, caractérisée par une pluviométrie annuelle de 850 à 1 000 mm, minimale en été. 
Pour la période 1971-2000, la température annuelle moyenne est de 12,6 °C, avec une amplitude thermique annuelle de 17,3 °C. Le cumul annuel moyen de précipitations est de 1 160 mm, avec 8,3 jours de précipitations en janvier et 5,5 jours en juillet. Pour la période 1991-2020, la température moyenne annuelle observée sur la station météorologique de Météo-France la plus proche, « Beaufort-S-Gervanne », sur la commune de Beaufort-sur-Gervanne à 11 km à vol d'oiseau, est de 12,8 °C et le cumul annuel moyen de précipitations est de 936,4 mm,. Pour l'avenir, les paramètres climatiques de la commune estimés pour 2050 selon différents scénarios d'émission de gaz à effet de serre sont consultables sur un site dédié publié par Météo-France en novembre 2022.

## Urbanisme

### Typologie
Au 1er janvier 2024, Saint-Sauveur-en-Diois est catégorisée commune rurale à habitat très dispersé, selon la nouvelle grille communale de densité à 7 niveaux définie par l'Insee en 2022.
Elle est située hors unité urbaine et hors attraction des villes,.

### Occupation des sols
L'occupation des sols de la commune, telle qu'elle ressort de la base de données européenne d’occupation biophysique des sols Corine Land Cover (CLC), est marquée par l'importance des forêts et milieux semi-naturels (64,7 % en 2018), en augmentation par rapport à 1990 (62,9 %). La répartition détaillée en 2018 est la suivante : 
forêts (64,7 %), zones agricoles hétérogènes (20,4 %), cultures permanentes (9,2 %), prairies (5,3 %), terres arables (0,4 %). L'évolution de l’occupation des sols de la commune et de ses infrastructures peut être observée sur les différentes représentations cartographiques du territoire : la carte de Cassini (XVIIIe siècle), la carte d'état-major (1820-1866) et les cartes ou photos aériennes de l'IGN pour la période actuelle (1950 à aujourd'hui).

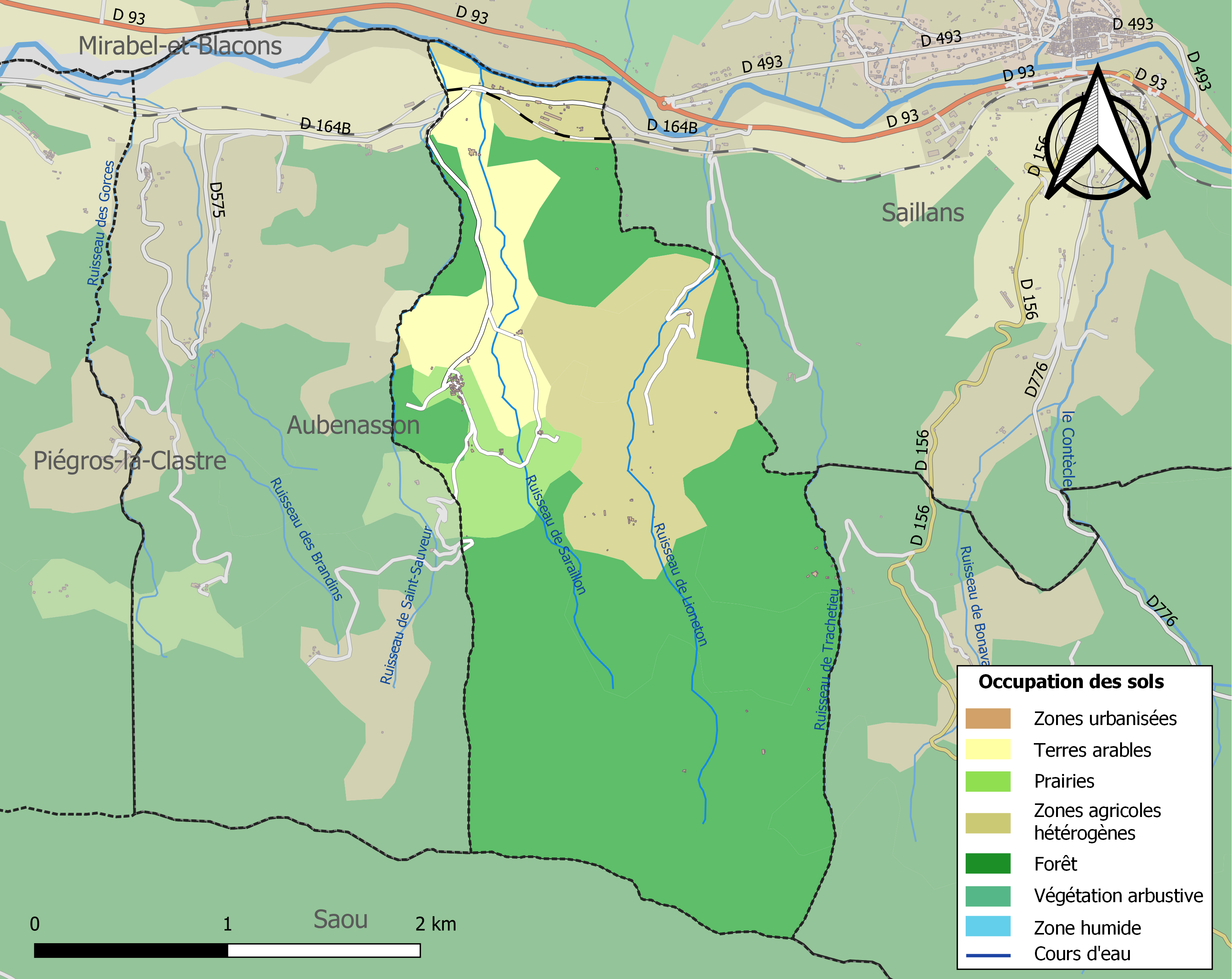
Carte des infrastructures et de l'occupation des sols de la commune en 2018 (CLC).

### Morphologie urbaine
Village perché.

## Toponymie

### Attestations
Dictionnaire topographique du département de la Drôme :
- XIVe siècle : mention du prieuré : prioratus Sancti Salvatoris (pouillé de Valence).
- 1450 : mention de la paroisse : cura de Sancto Salvatore (Rev. de l'évêché de Die).
- 1529 : Sant Souvor (archives hosp. de Crest).
- XVIIIe siècle : Saint Sauveur de Chastel-Arnaud (Cassini).
- 1891 : Saint-Sauveur, commune du canton de Saillans.

(non daté)[réf. nécessaire] : Saint-Sauveur-en-Diois.

## Histoire

### Du Moyen Âge à la Révolution
La seigneurie :
- Au point de vue féodal, la terre était du fief des comtes de Valentinois.
- (non daté) : possession des Falcos de l'Isle.
- 1383 : possession des Chavanon.
- (non daté) : la terre passe aux Poitiers-Saint-Vallier.
- 1528 : elle est vendue aux Sauvaing du Cheylard.
- Début XVIIe siècle : passe (par héritage) aux La Tour-Gouvernet, derniers seigneurs.

Avant 1790, Saint-Sauveur était une communauté de l'élection de Montélimar, de la subdélégation et sénéchaussée de Crest.

Elle formait une paroisse du diocèse de Die, dont l'église était celle d'un prieuré de l'ordre de Saint-Antoine (de la dépendance de la commanderie de Saint-Médard) dont le titulaire avait les dîmes de cette paroisse.

### De la Révolution à nos jours
En 1790, la paroisse est comprise dans la municipalité de Chastel-Arnaud. La réorganisation de l'an VIII (1799-1800) en fait une commune distincte du canton de Saillans.
En 1937, le vol Paris-Marseille d'Air France s'écrase tuant deux personnes[réf. nécessaire].

## Politique et administration

### Liste des maires
| Période                                  | Période  | Identité                          | Étiquette | Qualité       |
| ---------------------------------------- | -------- | --------------------------------- | --------- | ------------- |
| Les données manquantes sont à compléter. |          |                                   |           |               |
| 1871                                     |          | ?                                 |           |               |
| 1874                                     |          | ?                                 |           |               |
| 1878                                     |          | ?                                 |           |               |
| 1884                                     |          | ?                                 |           |               |
| 1888                                     |          | ?                                 |           |               |
| 1892                                     |          | ?                                 |           |               |
| 1896                                     |          | ?                                 |           |               |
| 1900                                     |          | ?                                 |           |               |
| 1904                                     |          | ?                                 |           |               |
| 1908                                     |          | ?                                 |           |               |
| 1912                                     |          | ?                                 |           |               |
| 1919                                     |          | ?                                 |           |               |
| 1925                                     |          | ?                                 |           |               |
| 1929                                     |          | ?                                 |           |               |
| 1935                                     |          | ?                                 |           |               |
| 1945                                     |          | ?                                 |           |               |
| 1947                                     |          | ?                                 |           |               |
| 1953                                     |          | ?                                 |           |               |
| 1959                                     |          | ?                                 |           |               |
| 1965                                     |          | ?                                 |           |               |
| 1971                                     |          | ?                                 |           |               |
| 1977                                     |          | ?                                 |           |               |
| 1983                                     |          | ?                                 |           |               |
| 1989                                     |          | ?                                 |           |               |
| 2001                                     | 2008     | André Chaffel                     |           |               |
| 2008                                     | 2020     | Thierry Javelas                   | SE        | cadre         |
| 2014                                     |          | Thierry Javelas                   |           | maire sortant |
| 2020                                     | En cours | Patricia Puc[source insuffisante] | DVC       |               |

## Population et société

### Démographie
L'évolution du nombre d'habitants est connue à travers les recensements de la population effectués dans la commune depuis 1800. Pour les communes de moins de 10 000 habitants, une enquête de recensement portant sur toute la population est réalisée tous les cinq ans, les populations de référence des années intermédiaires étant quant à elles estimées par interpolation ou extrapolation. Pour la commune, le premier recensement exhaustif entrant dans le cadre du nouveau dispositif a été réalisé en 2008.

En 2022, la commune comptait 54 habitants, en évolution de −1,82 % par rapport à 2016 (Drôme : +2,64 %, France hors Mayotte : +2,11 %).
| 1800 | 1806 | 1821 | 1831 | 1836 | 1841 | 1846 | 1851 | 1856 |
| ---- | ---- | ---- | ---- | ---- | ---- | ---- | ---- | ---- |
| 120  | 150  | 160  | 164  | 178  | 165  | 178  | 184  | 179  |

| 1861 | 1866 | 1872 | 1876 | 1881 | 1886 | 1891 | 1896 | 1901 |
| ---- | ---- | ---- | ---- | ---- | ---- | ---- | ---- | ---- |
| 209  | 189  | 192  | 176  | 162  | 154  | 123  | 131  | 136  |

| 1906 | 1911 | 1921 | 1926 | 1931 | 1936 | 1946 | 1954 | 1962 |
| ---- | ---- | ---- | ---- | ---- | ---- | ---- | ---- | ---- |
| 141  | 126  | 114  | 104  | 86   | 83   | 77   | 82   | 65   |

| 1968 | 1975 | 1982 | 1990 | 1999 | 2006 | 2008 | 2013 | 2018 |
| ---- | ---- | ---- | ---- | ---- | ---- | ---- | ---- | ---- |
| 58   | 40   | 41   | 35   | 52   | 60   | 62   | 55   | 55   |

| 2022 | - | - | - | - | - | - | - | - |
| ---- | - | - | - | - | - | - | - | - |
| 54   | - | - | - | - | - | - | - | - |

### Enseignement
La commune est rattachée à l'académie de Grenoble.

### Manifestations culturelles et festivités
- Fête communale : le troisième dimanche d'août[1].

### Loisirs
- Randonnées (sentiers pédestres)[1].

### Médias
Le territoire de la commune se situe dans l'aire de diffusion de plusieurs médias :
- Presse écrite
  - Le Crestois, hebdomadaire de la vallée de la Drôme.
  - Le Dauphiné libéré, quotidien régional qui consacre, chaque jour, y compris le dimanche, dans son édition de « Valence-Drôme » un ou plusieurs articles à l'actualité du canton et de la commune, ainsi que des informations sur les éventuelles manifestations locales, les travaux routiers, et autres événements divers à caractère local.
  - L'Agriculture Drômoise, journal d'informations agricoles et rurales, couvre l'ensemble du département de la Drôme.
  - Drôme Hebdo (ancien Peuple Libre), hebdomadaire chrétien d'informations.
- Presse audio-visuelle
  - Ici Drôme Ardèche est une radio publique diffusée sur son territoire.

### Cultes
L'église paroissiale et la communauté catholique de la commune relèvent de la Paroisse Sainte Famille du Crestois dont la maison paroissiale est située à Crest. Cette paroisse est rattachée au diocèse de Valence.

## Économie
En 1992 : vignes (vins AOC Clairette de Die), ovins, porcins.

## Culture locale et patrimoine

### Lieux et monuments
- Église Saint-Sauveur de Saint-Sauveur-en-Diois de style roman[1].
- Village perché aux vieilles maisons ocres[1].

### Héraldique, logotype et devise
|  | Saint-Sauveur-en-Diois possède des armoiries dont l'origine et le blasonnement exact ne sont pas disponibles. |